# Aloe humbertii
Aloe humbertii é uma espécie de liliopsida do gênero Aloe, pertencente à família Asphodelaceae.